# Мисс Вселенная 2021
Мисс Вселенная 2021 (англ. Miss Universe 2021) — 70-й международный конкурс красоты Мисс Вселенная, прошедший 12 декабря 2021 года в городе Эйлат, Израиль. Победительницей стала Харнааз Сандху из Индии. Это первая победа представительницы Индии за 21 год и третья в истории конкурса.
В роли ведущего конкурса вернулся Стив Харви, а телеканал FOX выступил в роли официальной трансляции мероприятия, после неопределённостей в 2020 году.

## Закулисье

### Локация и дата проведения

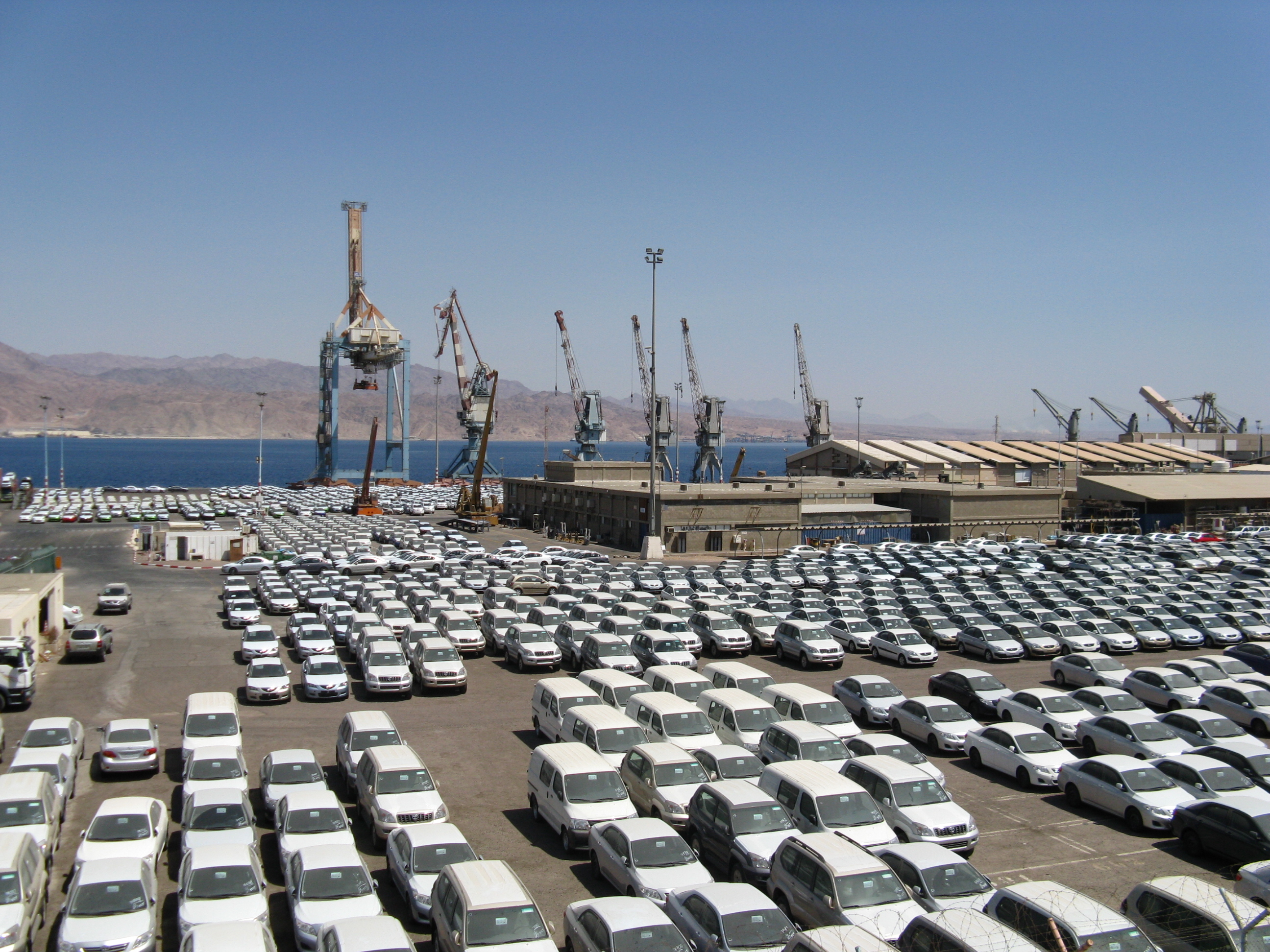
Порт Эайлата, место проведения «Мисс Вселенная 2021»

В январе 2021 года, организаторы сообщили, что ведут переговоры о месте проведения в Коста-Рике. Позже переговоры были подтверждены Густавом Сегура, министр туризма в Правительстве Коста-Рики В мае 2021 года, в интервью журналу People en Español, победительница конкурса «Мисс Вселенная 2020» Андреа Меса, заявила, что конкурс 2021 года пройдёт в конце года и признала тот факт, что её победа будет одним из самых коротких в истории конкурса
20 июля 2021 года, организаторы подтвердили, что конкурс пройдёт в городе Эйлат, Израиль в декабре 2021 года. 27 октября, конкурс пройдёт 12 декабря в «Universe Arena», здание было построено по индивидуальному заказу.

### Ведущие и исполнители
20 июля 2021 года, организаторы подтвердили, что Стив Харви должен вернуться в 2021 году. Участие Стива Харви будет шестой раз в мероприятии, пропустив лишь проведение мероприятия в 2020 году из-за неопределённости с пандемией COVID-19 27 октября, израильская певица Ноа Кирел была анонсирована, как выступающий гость.

### Отбор участников
Участницы из 80 стран и территорий были выбраны для участия в конкурсе. 52 из них были победительницами национального конкурса своей страны, в то время как двадцать пять заняли второе место на национальном конкурсе или были выбраны в процессе кастинга.
Победительница национального конкурса красоты Мисс Франция 2021 — Амандин Пети, должна была принять в конкурсе красоты «Мисс Вселенная 2021», как и Клеманс Ботино, победительница 2020 года должна была принять участие в Мисс Вселенная 2020. Выбор между двумя участницами произошёл из-за конфликта между датами конкурсов красоты — Мисс Вселенная 2021 и Мисс Франция 2022, где на последнем Пети должна была присутствовать по контракту.
На конкурсе 2021 года дебютировала представительница Бахрейна и вернулись такие страны, как Экваториальная Гвинея, Германия, Греция, Гватемала, Венгрия, Кения, Марокко, Намибия, Нигерия, Швеция, Турция; Марокко в последний раз участвовала в 1978 году; Греция, Гватемала и Венгрия в последний раз участвовали 2018 году; а оставшиеся страны принимали участие в 2019 году.
Барбадос, Белиз, Индонезия и Малайзия отказались от участия в конкурсе из-за ограничений на поездки, Мьянма и Уругвай также отказался от участия по нераскрытым причинам Ожидался дебют Объединённых Арабских Эмиратов, но эти планы были изменены после отмены национального конкурса.
По прибытии участницы из Франции Клеманс Ботино, тест на COVID-19 оказался положительным и она была изолирована в отеле. Она была полностью вакцинирована и прошла тестирование при отбытии. Через десять дней она покинула карантин и была допущена к участию на конкурсе.

## Результаты

### Итоговый результат
| Итоговые результаты | Участница |
| ------------------- | --- |
| Мисс Вселенная 2021 | - Индия — Харнааз Сандху |
| 1-я Вице-мисс       | - Парагвай — Надя Феррейра |
| 2-я Вице-мисс       | - ЮАР — Лалела Мсване |
| Топ 5               | - Колумбия — Валерия Айос - Филиппины — Беатрис Гомес |
| Топ 10              | - Аруба — Фессалия Циммерман - Франция — Клеманс Ботино - Пуэрто-Рико — Мишель Колон - Багамские Острова — Шантель О’Брайан - США — Эл Смит                                     |

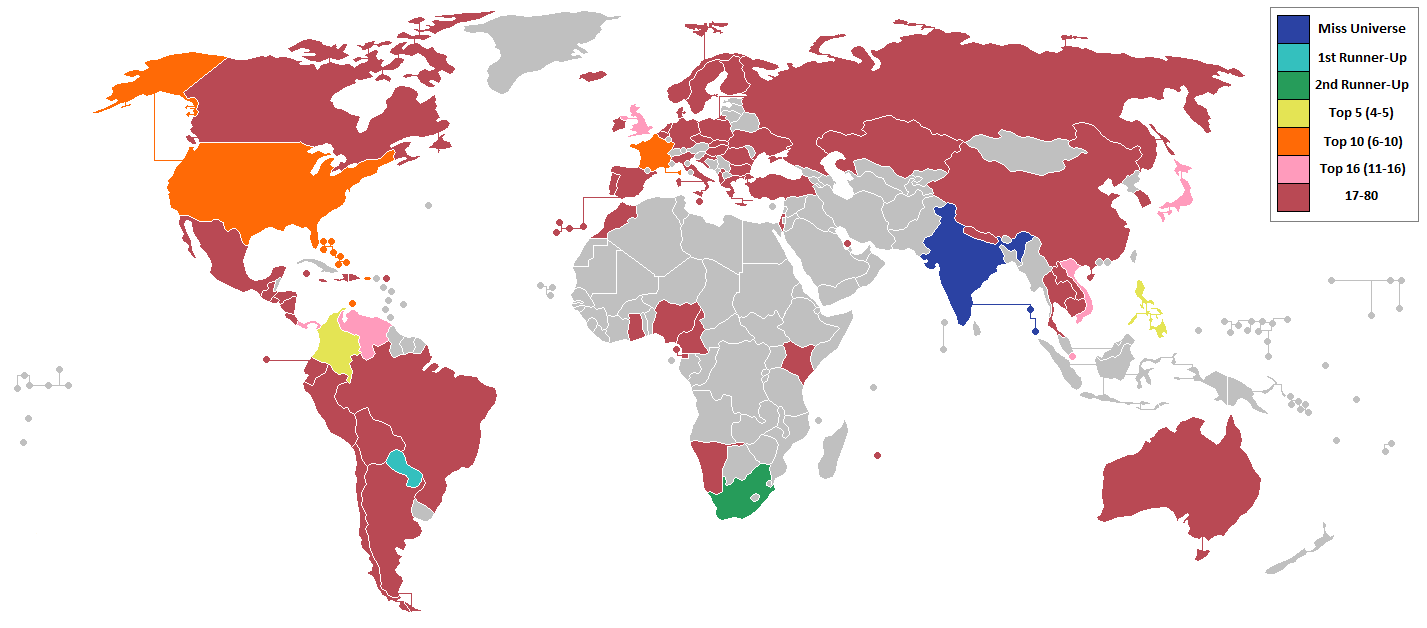
Страны-участницы и территории «Мисс Вселенная 2021».

| Топ 16              | - Великобритания — Эмма Коллингридж - Япония — Дзюри Ватанабэ - Панама — Бренда Смит - Сингапур — Нандита Банна - Венесуэла — Луисет Матеран - Вьетнам — Нгуен Хюинь Ким Зуен § |

§ — Вошла в Топ-16 по результатам зрительского выбора.

### Специальные награды
Представительницы Багамских островов и Чили были официально награждены 10 декабря 2021 года во время трансляции на канале организаторов конкурса.
| Специальная награда               | Участница                             |
| --------------------------------- | ------------------------------------- |
| Лучший национальный костюм        | - Нигерия — Маристелла Окпала         |
| Премия «Дух карнавала»            | - Багамские Острова — Chantel O’Brian |
| Награда за социальное воздействие | - Чили — Антония Фигероа              |

### Отборочная комиссия
- Лори Харви — Американская модель и дочь Стива Харви[21][22]
- Адриана Лима — Бразильская модель[21][22]
- Адамари Лопес[англ.] — Пуэрто-риканская актриса[21][22]
- Ирис Миттенар — победительница Мисс Вселенная 2016[21][22]
- Урваши Раутела — Индийская актриса и победительница «Miss Universe India 2015»[21][22]
- Марьян Ривера[англ.] — Филиппинская актриса и модель[21][22]
- Рена Софер — Американская актриса (только как финальный судья телепередачи)[21][22]
- Чесли Крист — Американская телеведущая и победительница Мисс США 2019 (только как финальный судья телепередачи)[21][22]
- Рина Мор — победительница Мисс Вселенная 1976 (только как финальный судья телепередачи)[21][22]

## Участницы
Список из 80 участниц:
| Страна/Территория                   | Участница                  | Возраст | Родной город/регион     |
| ----------------------------------- | -------------------------- | ------- | ----------------------- |
| Албания                             | Ина Дайчи                  | 27      | Тирана                  |
| Аргентина                           | Хульета Гарсия             | 22      | Баия-Бланка             |
| Армения                             | Нане Аветисян              | 24      | Ереван                  |
| Аруба                               | Фессалия Циммерман         | 27      | Ораньестад              |
| Австралия                           | Дарья Варламова            | 27      | Мельбурн                |
| Багамские Острова                   | Шантель О’Брайан           | 27      | Нассау                  |
| Бахрейн                             | Манар Надим Дейани         | 25      | Эр-Рифа-эш-Шарки        |
| Бельгия                             | Кедист Дельтур             | 24      | Назарет                 |
| Боливия                             | Нахеми Уэкин               | 20      | Санта-Крус-де-ла-Сьерра |
| Бразилия                            | Тереза Сантос              | 23      | Марангуапи              |
| Виргинские Острова (Великобритания) | Ксария Пенн                | 18      | Тортола                 |
| Болгария                            | Елена Данова               | 21      | Кричим                  |
| Камбоджа                            | Нгин Маради                | 22      | Пномпень                |
| Камерун                             | Акомо Минката              | 27      | Яунде                   |
| Канада                              | Тамара Джемуович           | 27      | Торонто                 |
| Острова Кайман                      | Джорджина Керфорд          | 18      | Джорджтаун              |
| Чили                                | Антония Фигероа            | 26      | Ла-Серена               |
| Китай                               | Ши Инь Ян                  | 20      | Пекин                   |
| Колумбия                            | Валерия Айос               | 27      | Картахена               |
| Коста-Рика                          | Валерия Рис                | 28      | Эредия                  |
| Хорватия                            | Ора Иванишевич             | 20      | Дубровник               |
| Кюрасао                             | Шарингела Чинтье           | 27      | Виллемстад              |
| Чехия                               | Каролина Кокесова          | 25      | Прага                   |
| Дания                               | Сара Лангтвед              | 26      | Копенгаген              |
| Доминиканская Республика            | Дебби Афлало               | 27      | Асуа-де-Компостела      |
| Эквадор                             | Суси Сакото                | 24      | Портовьехо              |
| Сальвадор                           | Алехандра Гавидия          | 25      | Сан-Сальвадор           |
| Экваториальная Гвинея               | Челси Мартина Митуй        | 19      | Эбебийин                |
| Финляндия                           | Эсси Ункури                | 23      | Вааса                   |
| Франция                             | Клеманс Ботино             | 24      | Бэ-Мао                  |
| Германия                            | Ханна Зайфер               | 19      | Дюссельдорф             |
| Гана                                | Наа Моркор Коммодор        | 26      | Аккра                   |
| Великобритания                      | Эмма Коллингридж           | 23      | Суффолк                 |
| Греция                              | София Араподжианни         | 22      | Итака                   |
| Гватемала                           | Данния Гевара              | 24      | Текун-Уман              |
| Гаити                               | Паскаль Белони             | 28      | Кап-Аитьен              |
| Гондурас                            | Роса Мелендес              | 27      | Лимон                   |
| Венгрия                             | Жасмин Виктория            | 20      | Будапешт                |
| Исландия                            | Элиза Груа Стейнжурсдоттир | 22      | Гардабайр               |
| Индия                               | Харнааз Сандху             | 21      | Чандигарх               |
| Ирландия                            | Кэтрин Уолкер              | 26      | Белфаст                 |
| Израиль                             | Ноа Кохба                  | 22      | Бней-Атарот             |
| Италия                              | Катерина Ди Фуччиа         | 23      | Марчанизе               |
| Ямайка                              | Даена Соарес               | 22      | Мона                    |
| Япония                              | Дзюри Ватанабэ             | 25      | Токио                   |
| Казахстан                           | Азиза Токашова             | 27      | Алма-Ата                |
| Кения                               | Рошанара Эбрахим           | 28      | Найроби                 |
| Республика Корея                    | Джису Ким                  | 23      | Сеул                    |
| Косово                              | Тутти Седжу                | 19      | Гнилане                 |
| Лаос                                | Тонкхам Пхончанхуэанг      | 26      | Вьентьян                |
| Мальта                              | Джейд Чини                 | 26      | Валлетта                |
| Маврикий                            | Анна Мюриэль Равина        | 26      | Родригес                |
| Мексика                             | Дебора Хальяль             | 25      | Лос-Мочис               |
| Марокко                             | Кавтар Бенхалима           | 22      | Марракеш                |
| Намибия                             | Челси Шиконго              | 24      | Уолфиш-Бей              |
| Непал                               | Sujita Basnet              | 28      | Катманду                |
| Нидерланды                          | Юлия Синнинг               | 24      | Амстердам               |
| Никарагуа                           | Элисон Вассмер             | 26      | Манагуа                 |
| Нигерия                             | Маристелла Окпала          | 28      | Анамбра                 |
| Норвегия                            | Нора Наккен                | 23      | Тронхейм                |
| Панама                              | Бренда Смит                | 27      | Панама                  |
| Парагвай                            | Надя Феррейра              | 22      | Вильяррика              |
| Перу                                | Йели Ривера                | 27      | Арекипа                 |
| Филиппины                           | Беатрис Гомес              | 26      | Себу                    |
| Польша                              | Агата Вдовяк               | 25      | Лодзь                   |
| Португалия                          | Орисия Домингиш            | 27      | Лиссабон                |
| Пуэрто-Рико                         | Мишель Колон               | 21      | Лоиса                   |
| Румыния                             | Кармина Котфас             | 21      | Клуж-Напока             |
| Россия                              | Ралина Арабова             | 22      | Казань                  |
| Сингапур                            | Нандита Банна              | 21      | Сингапур                |
| Словакия                            | Вероника Щепанкова         | 26      | Братислава              |
| ЮАР                                 | Лалела Мсване              | 24      | Ричардс-Бей             |
| Испания                             | Сара Лойнас                | 23      | Сан-Себастьян           |
| Швеция                              | Моа Сандберг               | 25      | Стокгольм               |
| Таиланд                             | Анчили Скотт-Кеммис        | 22      | Чаченгсау               |
| Турция                              | Кемренас Турхан            | 23      | Стамбул                 |
| Украина                             | Анна Неплях                | 27      | Днепр                   |
| США                                 | Эл Смит                    | 23      | Луисвилл                |
| Венесуэла                           | Луисет Матеран             | 25      | Лос-Текес               |
| Вьетнам                             | Нгуен Хюинь Ким Зуен       | 25      | Кантхо                  |

## Заметки
1. ↑  Период нахождения титула у Андре Мезы стал коротким в истории конкурса, после победы Оксаны Федоровой, победительницы конкурса Мисс Вселенная 2002.
2. ↑  На момент участия